# Friedrich Oskar Wermann
Friedrich Oskar Wermann   (Trebsen, 30 d'abril de 1840 - Loschwitz, 22 de gener de 1906) va ser un compositor alemany i del 1876 al 1906 Kreuzkantor a Dresden.

## Biografia
Va néixer com a novè fill del matrimoni Johann Wilhelm Wermann, mestra i cantor de l'escola del poble, i Johanna Rosina Wermann. Després va estudiar a la universitat de formació de professors de Grimma, només va treballar com a professor a ciutats més petites properes a Leipzig i Dresden. Mentrestant, va estudiar música a Dresden amb Karl Krägen, Gustav Merkel, Ernst Julius Otto i Friedrich Wieck i del 1864 al 1866 al Conservatori de música de Leipzig amb Moritz Hauptmann, Ignaz Moscheles, Carl Reinecke i Ernst Friedrich Richter. Després va treballar dos anys com a professor de música i organista a Wesserling. El 1868 es va convertir en professor superior de música a la universitat reial de formació de professors a Dresden-Friedrichstadt. També va ser organista de l'església reformada.
Després de la seva elecció el 4 de novembre de 1875 per succeir a Ernst Julius Otto al despatx del Kreuzkantor, l'1 de gener de 1876 es va convertir en director musical de les tres principals esglésies de Dresde, concretament la Kreuzkirche, Frauenkirche i Sophienkirche. El 1883, Wermann va ser nomenat professor. El 16 de juny de 1884 es fundà l'Associació de Cantants de Dresden com a cor masculí, que Wermann dirigí el 1884 com a primer director de corals i de 1888 a 1893. El 1905 Wermann es va convertir en conseller reial. Wermann es va retirar el febrer de 1906 i va morir després d'un viatge a Itàlia el 22 de novembre de 1906 a Dresden amargament per una valoració despectiva del seu treball. La seva tomba es troba al cementiri forestal de Weisser Hirsch.
Oskar Wermann va tenir una influència important en la vida musical a Dresden amb els seus 30 anys de treball com a Kreuzkantor. Va introduir la pràctica coral de Franz Wüllner a l'Escola de Música de Múnic, així com classes de teoria i formació en veu en la formació del seu cor i va treballar en literatura a cappella fins a Richard Strauss i grans oratoris. El 1886 va augmentar el cor i la instrumentació integrant l'orquestra de la casa de negocis o la capella de la cort. El divendres sant de 1879, va dirigir la primera interpretació de la Johannes Passion de Johann Sebastian Bach a Dresden, assegurant així una Bach Renaissance a Dresden.
L'obra compositiva de Wermann està influïda estilísticament principalment per Felix Mendelssohn Bartholdy i Robert Schumann, i en la polifonia de Josef Rheinberger, que es pot veure sobretot en les sonates per a orgue.

## Homenatge al 175è aniversari el 2015
La casa natal d'Oskar Wermann va homenatjar l'important Neichener en el seu 175è aniversari amb un dia festiu divers: es va mostrar una exposició sobre l'aniversari a la rectoria i Mühlgasse va ser rebatejada com a Oskar-Wermann-Gasse. Es va presentar una placa commemorativa al lloc de l'antiga casa dels pares, que ja no existia d'Oskar Wermann, on va créixer amb els seus vuit germans. Després que el Kreuzkantor i la seva obra fossin celebrades amb una cerimònia musical a l'església plenament ocupada a Neichen, finalment es va desvelar una pedra commemorativa davant de l'església amb un discurs de l'administrador del districte Gerhard Gey.